# Šušnjari (żupania zagrzebska)
Šušnjari – wieś w Chorwacji, w żupanii zagrzebskiej, w gminie Križ. W 2011 roku liczyła 133 mieszkańców.